# 拓跋因
拓跋因（?—?），中國南北朝時期北魏先祖章帝拓跋悉鹿之後代，北魏宗室，封武陵侯。

## 生平
拓跋因跟隨道武帝拓跋珪平定中原，以軍功封為曲逆侯。太武帝拓跋燾在位時，改封爵位為武陵侯。

## 延伸阅读
[在维基数据编辑]
 《魏書·卷14》，出自魏收《魏书》